# Julio Popper

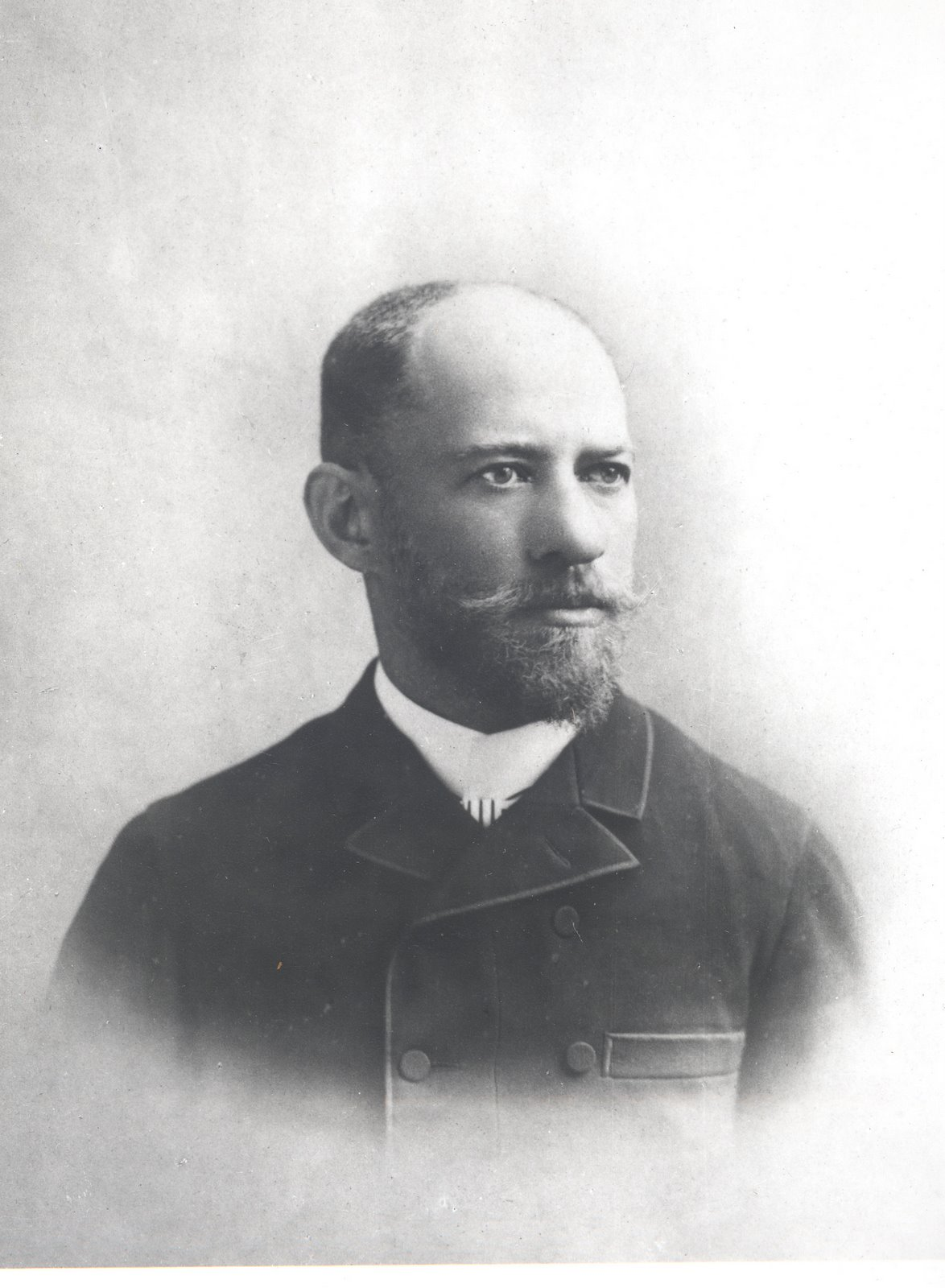
Julio Popper

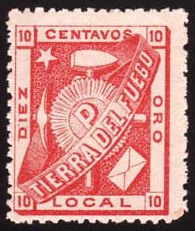
Popper-Briefmarke von 1891

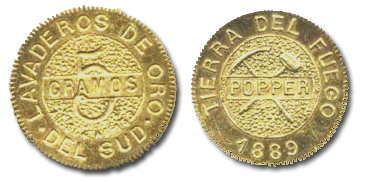
5-Gramm-Goldmünze

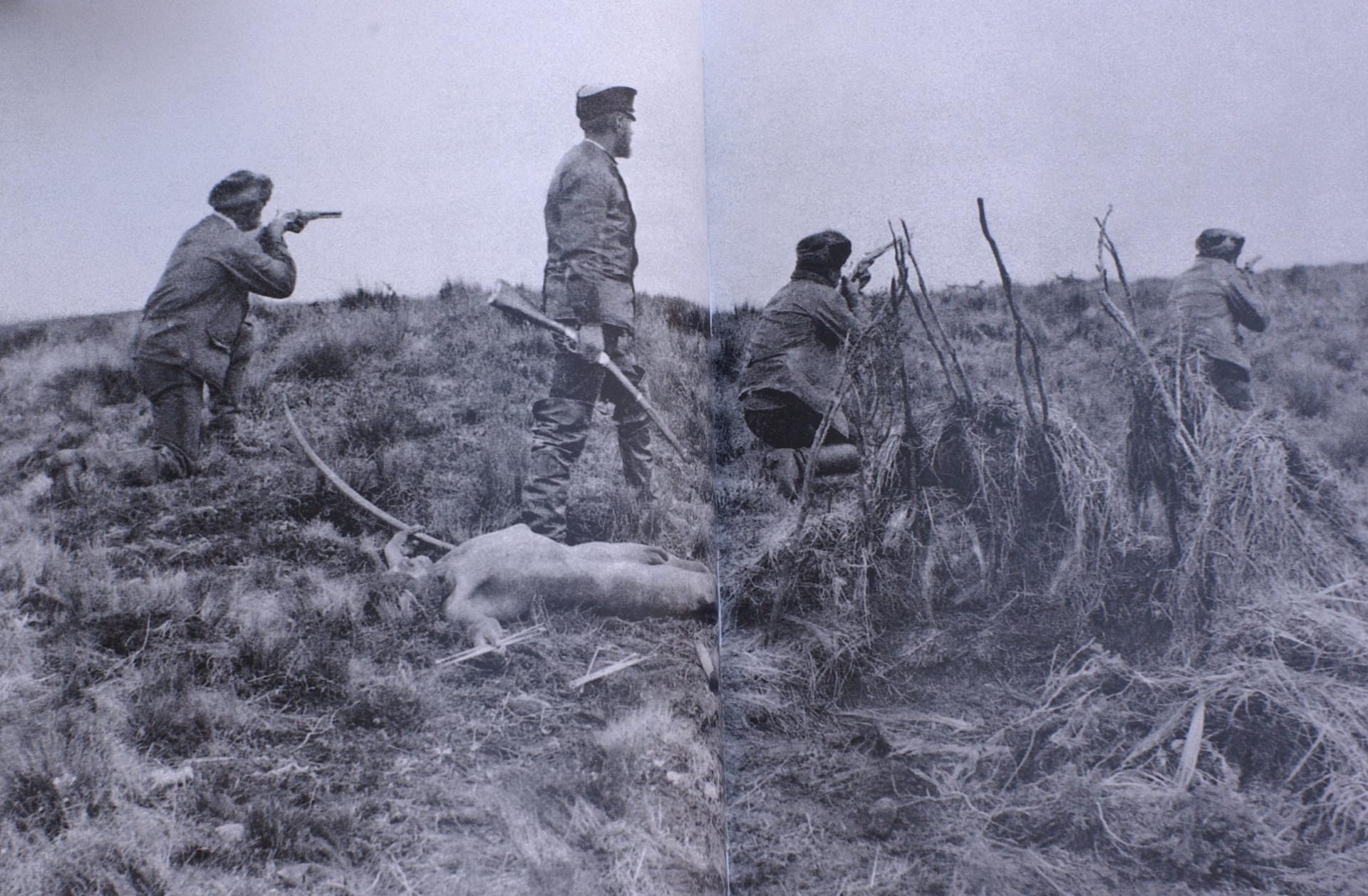
Julio Popper auf der Jagd nach Selk’nam

Julio Popper (* 15. Dezember 1857 in Bukarest; † 5. Juni 1893 in Buenos Aires; geboren als Julius Popper) war ein argentinischer Ingenieur rumänischer Herkunft. Er gilt als Konquistador der Region Feuerland (Tierra del Fuego) im südlichen Argentinien, wo er für den Genozid an den Selk’nam mitverantwortlich war.

## Leben
Popper wurde in Bukarest in eine jüdische Familie geboren, seine Eltern waren der Antiquitätenhändler und Rektor der ersten jüdischen Schule von Bukarest Naftali Popper und seine Frau Peppi. Nach einem Bergbau-Studium in Paris unternahm er eine Reise über die Türkei und Ägypten nach Indien, China und Japan. Anschließend emigrierte er nach Südamerika, wo er zunächst in Chile für ein Telegraphenunternehmen arbeitete und schließlich 1885 nach Argentinien kam. Popper war auf der Suche nach Gold und vermutete dies in Feuerland. Im Jahr 1886 fand er goldhaltigen Sand am Strand von El Páramo, einer Halbinsel in Feuerland. Mit seinem technischen Wissen gelang es ihm, große Mengen Gold zu fördern. Mit seiner Gesellschaft Compania de Lavaderos de Oro del Sud stieg er schnell an der argentinischen Börse auf.
In Feuerland regierte er daraufhin mit einer kleinen Privatarmee, um sich vor anderen Goldsuchern, die in sein Schürfgebiet eindrangen, zu schützen. 1889 sah er sich einer bewaffneten Gruppe von 70 Männern gegenüber, die sich in der Nähe niedergelassen hatten und seiner 12-köpfigen Privatarmee zahlenmäßig weit überlegen waren. Es gelang ihm dennoch, sie mit einer List zu besiegen. Er schickte zunächst mit Puppen bestückte Pferde in den Angriff, wodurch die Gegner einen Großteil ihrer Munition verschossen. Popper schlich sich unterdessen von hinten heran und entwendete deren Pferde. Dieses „Gefecht am Arroyo Beta“ hat maßgeblich zu Poppers irrealen Ansehen beigetragen. Um seine Macht zu untermauern, prägte er eigene Goldmünzen und führte eigene Briefmarken ein. Seine Goldmünzen dienten aufgrund der hohen Reinheit als Währung und wurden selbst in Argentinien gehandelt. In Argentinien wurde die Landeswährung Peso nach dem Börsencrash von 1890 praktisch wertlos. Mit seinen lokalen Briefmarken baute er ab 1891 einen kleinen Postdienst zur Provinzhauptstadt Ushuaia auf.
Seine Gegner bekämpfte Popper hart; gierige Goldsucher und Diebe urteilte er nach seinen eigenen Gesetzen ab. Argentinische Gouverneure, die seine Macht beschneiden wollten, schaltete er mittels Intrigen und der ihm freundlich gesinnten Presse aus. So machte er immer größere Gebietsansprüche bei der argentinischen Regierung geltend, die ihm nach harten Verhandlungen schließlich zugestanden wurden. Sein letzter Plan war es, argentinische Gebietsansprüche in der Antarktis durchzusetzen; dafür rüstete er ein Expeditionsschiff aus.
Am 5. Juni 1893 starb er unerwartet im Alter von 35 Jahren. Die Todesursache bleibt ungeklärt. Sein gesamtes Eigentum ging an den Großgrundbesitzer José Menéndez über, mit dem er geschäftliche Beziehungen hatte. Popper war aktiver Freimaurer.

## Genozid an den Selk’nam
Popper unternahm 1886 seine erste Expedition nach Feuerland. Als seine Gruppe am Río Grande ankam, wurde sie von den einheimischen Selk’nam (Stamm der Ona) mit Pfeil und Bogen angegriffen. Darauf erwiderten die Männer das Feuer mit ihren Winchester-Gewehren. Anschließend ließ er sich an der Seite der getöteten Selk’nam fotografieren. Auf anderen Fotos ließ er seine Männer in Kampfstellung posieren, die auf einen imaginären Feind schossen. Nachdem diese Aufnahmen in der Öffentlichkeit aufgetaucht waren, verbreitete sich über ihn das Bild des furchterregenden „Indio-Jägers“. Die massenweise Erschießung der Indigenen, wie das Massaker von San Sebastián, wurde jedoch nachweislich von der argentinischen Armee unter der Leitung von Ramón Lista durchgeführt. In seinen Schriften und Konferenzen verteidigte Popper hingegen immer seine Einstellung, dass die Selk’nam die legitimen Besitzer des Landes seien. In seinem Vortrag beim Instituto Geografico Argentino 1891 sagte er über die Selk'nam: 

„He podido cerciorarme de que no sólo son susceptibles de llegar al más alto grado de perfección, sino que se hallan dotados de elevados y nobles sentimientos humanitarios, que tienen raciocinio sensato, que son magnánimos hasta el punto de saber perdonar a sus enemigos, que – más aún – llevan el desdén de la venganza hasta compensar el mal con el bien, hasta convertirse en protectores de la raza que los persigue, conduciendo a náufragos varados en las playas hacia los puntos donde puedan encontrar auxilio.“

„Ich habe mich vergewissern können, dass sie nicht nur zum höchsten Grad der Perfektion fähig sind, sondern auch mit den höchsten und nobelsten menschlichen Gefühlen ausgestattet sind, dass sie ein besonnenes Urteilsvermögen besitzen, dass sie großmütig sind bis zu dem Punkt ihren Feinden verzeihen zu können, dass sie mehrnoch die Rache verabscheuen, sogar das Schlechte mit dem Guten begleichen, sogar sich in Beschützer der Rasse, die sie verfolgt, verwandeln und Schiffbrüchige am Strand an Orte führen, wo sie Hilfe finden können.“

Nach anderer Darstellung organisierte und verübte Popper einen Genozid an der indigenen Bevölkerung, den Selk’nam, und ermordete ungezählte Ureinwohner auf brutale und sadistische Weise. Viele Großgrundbesitzer hätten sich einen Spaß daraus gemacht, auf Menschenjagd zu gehen. Weitere Hauptbeteiligte an diesem Völkermord waren die Unternehmer Mauricio und Sara Braun, José Menéndez und dessen Gutsverwalter Alexander McLennan. McLennan zahlte eine Prämie für abgetrennte Ohren und Glieder (Männer) bzw. Brüste (Frauen) der Indigenen.

## Ehrungen
In Ushuaia und Río Grande wurde jeweils eine Straße (calle) nach Julio Popper benannt.